# Ley de Caducidad de la Pretensión Punitiva del Estado
La ley 15.848 de Caducidad de la Pretensión Punitiva del Estado (popularmente conocida como "Ley de Caducidad" y llamada peyorativamente "Ley de Impunidad" por sus detractores), es una ley dictada en Uruguay en 1986 mediante la cual se estableció la caducidad del "ejercicio de la pretensión punitiva del Estado respecto de los delitos cometidos hasta el 1º de marzo de 1985 por funcionarios militares y policiales, equiparados y asimilados por móviles políticos o en ocasión del cumplimiento de sus funciones y en ocasión de acciones ordenadas por los mandos que actuaron durante el período de facto".
Fue propuesta por el primer gobierno de Julio María Sanguinetti, corredactada por legisladores de los dos principales partidos políticos de entonces, el Partido Colorado y el Partido Nacional, y defendida por el máximo líder de este último, Wilson Ferreira Aldunate.
En 1989, luego de una campaña de recolección de firmas y adhesiones a cargo de los movimientos sociales y políticos relacionados con la izquierda, se realizó en un referéndum con el objetivo de revocar la ley. El resultado del referéndum fue favorable al mantenimiento de la ley, que permaneció vigente.
A mediados de 2007 se realizó una campaña para plebiscitar una enmienda constitucional que anularía parcialmente la ley, lo que hubiese implicado efectos retroactivos, entre ellos la negación de la cosa juzgada. El 14 de junio de 2009 la Corte Electoral confirmó que se habían alcanzado las firmas para realizar este plebiscito. El mismo tuvo lugar junto a las elecciones nacionales uruguayas, el 25 de octubre de 2009, pero en la votación (simultánea con las elecciones de 2009) el plebiscito no aprobó la reforma.
En 2010 el Frente Amplio presentó un proyecto que en los hechos, anulaba los artículos 1.º, 3.º y 4.º de la ley. La Cámara de Diputados aprobó el proyecto con el voto favorable de los 50 diputados oficialistas. En 2011 el proyecto fue aprobado con modificaciones por el Senado, por lo que tuvo que volver a la Cámara de Diputados, donde no obtuvo los votos para su aprobación definitiva. Finalmente, el 27 de octubre de 2011, el Parlamento aprobó la ley N° 18.831, de "restablecimiento para los delitos cometidos en aplicación del terrorismo de Estado hasta el 1º de marzo de 1985", que catalogó esos delitos como de lesa humanidad.
Si bien la ley nunca fue anulada ni derogada, los hechos ocurridos en el año 2011 determinaron que sus efectos fueran eliminados del ordenamiento jurídico del Uruguay hasta el año 2013, en que la Suprema Corte de Justicia declaró inconstitucionales dos artículos de la Ley 18.831. Esto puede tener la consecuencia de que deban archivarse las causas abiertas desde 2011 a policías y militares por delitos cometidos durante la dictadura.
La Suprema Corte de Justicia, competente para declarar la inconstitucionalidad de las leyes, se pronunció en 1988 en el sentido de que la Ley de Caducidad no era inconstitucional; pero más tarde, en 2009, declaró que lo era. En Uruguay la inconstitucionalidad de las leyes es declarada caso a caso y no tiene efectos generales derogatorios, sino que solamente hace inaplicable la ley para el caso respectivo.

## Creación de la ley

### Contexto histórico
Al producirse a comienzos de 1985 el final de la dictadura militar con la asunción de sus cargos por los integrantes de los Poderes Legislativo y Ejecutivo electos por la ciudadanía en las elecciones de noviembre del año anterior, se comenzaron a plantear denuncias judiciales por las violaciones a los derechos humanos cometidas por integrantes del régimen fenecido. Esto empezó a producir un estado de intranquilidad en el seno de las Fuerzas Armadas, que se oponían a lo que llamaban «revisionismo» de los hechos de los años anteriores. El gobierno de Sanguinetti intentó dilatar las citaciones a los militares implicados en los hechos denunciados, habilitando que la Justicia Militar (dependiente del Poder Ejecutivo) reivindicara su competencia para entender en estos, lo que dio lugar a contiendas de competencia entre la Justicia Militar y la común, las que debieron dirimirse ante la Suprema Corte de Justicia. Mientras tanto, el gobierno ganaba tiempo para buscar una salida política a la situación. Sin embargo, tanto el Frente Amplio como el Partido Nacional (y en particular su líder Ferreira Aldunate) se oponían a toda concesión de impunidad a los crímenes cometidos bajo la dictadura. En 1986, la máxima autoridad judicial dictaminó que era competente para actuar en las investigaciones la Justicia ordinaria. De inmediato, esta retomó el estudio de los casos y se comenzaron a realizar las primeras citaciones a los implicados.

### Amenaza de desacato militar
Ante ello, el Comandante del Ejército, teniente general Hugo Medina, declaró que las citaciones estaban en una caja fuerte de su despacho, lo que hacía presumir un posible desacato a las decisiones del Poder Judicial. En 1991 Medina amplió su visión de esos hechos declarando «.. Es que si no se votaba la Ley de Caducidad, yo sabía que no podíamos quedarnos en la mitad del camino. Que si (el golpe) no lo daba yo, si no asumía yo la responsabilidad, iba a asumirla el que estaba atrás y si no era ese era el otro. Porque ese era el pensamiento de las Fuerzas Armadas.», lo que habría desencadenado «mediaciones» o «un baño de sangre».
En noviembre de 2009, el expresidente Julio María Sanguinetti manifestó que, si bien el teniente general Hugo Medina declaró que tenía las «citaciones en la caja», nunca dijo que no las acataría. Según Sanguinetti, cuando no hubiera más remedio Medina concurriría personalmente a los juzgados, asumiendo toda la responsabilidad como comandante en jefe. Asimismo afirmó que la creación de la ley tuvo la finalidad de «compensar» la ley de amnistía a los guerrilleros: Los militares de la salida, de buena fe, se sentían burlados. Habían entregado el poder en un acuerdo. Nadie les había prometido nada, pero tampoco se les había anunciado una amnistía a los tupamaros. Instalar ese tema en la negociación hubiera sido frustrarla. La amnistía hacia la guerrilla vino y entonces quedamos enfrentados a una dualidad moral: para los que quisieron derrumbar la democracia, perdón; para los que primero la defendieron y luego la secuestraron, paredón. Este doble juicio es moralmente muy fuerte.
Esta posición de Sanguinetti, ha sido criticada en reiteradas oportunidades por considerar que «falsea la verdad», equiparando por un lado el accionar de la guerrilla tupamara, y por otro el terrorismo de Estado, en lo que se considera la versión uruguaya de la teoría de los dos demonios.

### Aprobación parlamentaria

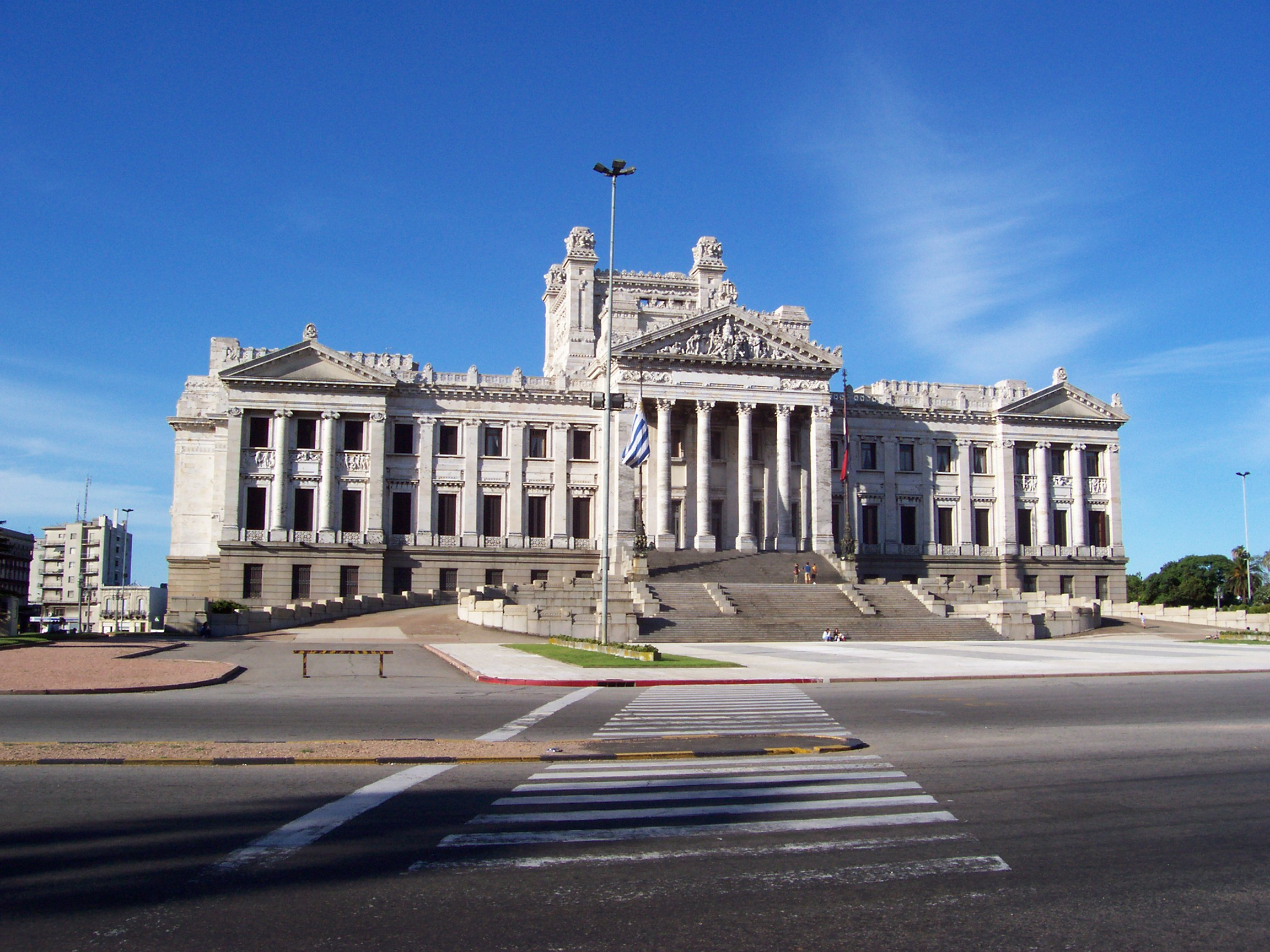
El Palacio Legislativo, sede del Parlamento uruguayo.

El gobierno de Sanguinetti envió al parlamento un proyecto de amnistía lisa y llana para los delitos cometidos durante la dictadura, que fue rechazado rápidamente por la mayoría formada por el Partido Nacional y el Frente Amplio.
Seguidamente la bancada del Partido Nacional presentó otro proyecto que establecía algunas limitaciones a una amnistía similar. El Frente Amplio condicionó su apoyo a que se introdujeran algunas modificaciones, mientras que la bancada de gobierno se opuso totalmente, y el proyecto no se aprobó.
Las negociaciones entre el gobierno y los partidos de la oposición se intensificaron ante la inminencia de la llegada de las fechas en que los militares debían concurrir a declarar ante la Justicia. Las primeras comparecencias estaban fijadas para el lunes 22 de diciembre de 1986. El sector mayoritario del Partido Nacional, Por la Patria, que lideraba Ferreira Aldunate, varió entonces su posición, y sostuvo que la impunidad para estos delitos había quedado pactada implícitamente en el Pacto del Club Naval, que permitió en 1984 el llamado a elecciones, y en el que participaron el Partido Colorado, el Frente Amplio y la Unión Cívica. Afirmando que los partidos políticos participantes del Pacto, -quienes negaban haber contraído expresa o implícitamente ese compromiso-, ahora desconocían el acuerdo alcanzado, el wilsonismo se sumó a la voluntad del gobierno de aprobar una ley para acabar con los procesos judiciales por este tema. El Movimiento Nacional de Rocha (MNR) liderado por Carlos Julio Pereyra, se opuso a esta decisión, lo que llevó a su ruptura política con Por la Patria.

#### Cámara de Senadores
En el fin de semana anterior al lunes 22 de diciembre, la ley fue tratada de forma urgente por el Parlamento, discutiéndose en la Cámara de Senadores desde la tarde del viernes 19 y aprobándose en la madrugada del domingo 21. En esta instancia votaron afirmativamente la ley todos los senadores colorados, así como el vicepresidente de la República Enrique Tarigo y la mayoría del Partido Nacional, y en contra el resto de los nacionalistas y la totalidad del Frente Amplio.
| Votación en la Cámara de Senadores | |
| Afirmativos | Negativos |
| Partido Colorado: Ercilia Bomio, Juan Carlos Fa Robaina, Luis Bernardo Pozzolo, Alfredo Traversoni, Eugenio Capeche, Carlos Cigliuti, Raumar Jude, Américo Ricaldoni, Juan Adolfo Singer, Pedro Cersósimo, Manuel Flores Silva, Eduardo Paz Aguirre, Enrique Tarigo y Juan José Zorrilla Partido Nacional: Gonzalo Aguirre, Luis Alberto Lacalle, Francisco Mario Ubillos, Juan Raúl Ferreira Sienra, Carminillo Mederos, Alberto Zumarán, Guillermo García Costa, Dardo Ortiz | Frente Amplio: José Germán Araújo, Hugo Batalla, Enrique Martínez Moreno, Francisco Rodríguez Camusso, Reinaldo Gargano y Luis Alberto Senatore Partido Nacional: Carlos Julio Pereyra, Juan Martín Posadas, Uruguay Tourné |

#### Cámara de Diputados
Acto seguido fue tratada por la Cámara de Diputados, cuya votación finalizó en la madrugada del lunes 22. Votaron a favor todos los legisladores colorados, con excepción del diputado Víctor Vaillant, y la mayoría de los blancos, y en contra el resto de los nacionalistas y la totalidad de los frenteamplistas y de la Unión Cívica.
| Votación en la Cámara de Diputados | |
| Afirmativos | Negativos |
| Partido Colorado: Juan Justo Amaro, Roberto Asiaín, Federico Bouza, Mario Cantón, Raúl Cazabán, Víctor Cortazzo, Abayubá Amén Pisani, Honorio Barrios Tassano, Alberto Brause Berreta, Cayetano Capeche, José Cerchiaro, Lidia Curi, Nelson Arredondo, Juan Bentancur, César Brum, Washington Cataldi, Jorge Conde Montesdeoca, Eber da Rosa Viñoles, Rubén Díaz, Óscar Gestido de los Campos, Luis Hierro López, Ariel Lausarot, Pablo Millor, Juan Luis Pintos, Carlos Soto, Francisco Forteza (hijo), Hugo Granucci, Walter Isi, Óscar Lenzi, Ope Pasquet, Edison Rijo, Guillermo Stirling, Washington García Rijo, Arturo Guerrero, Daniel Lamas, Óscar Magurno, Ramón Pereira Pabén, Yamandú Rodríguez, Tabaré Viera Partido Nacional: Numa Aguirre, Carlos Fresia, Héctor Goñi, Luis Ituño, Elías Porras Larralde, Carlos Rodríguez Labruna, Héctor Martín Sturla, Héctor Barón, Carlos Garat, Luis Alberto Heber, Jorge Machiñena, Alfonso Requiterena, Walter Santoro, Gustavo Varela, Rubens Francolino, Bernardo González, Marino Irazoqui, León Morelli, Jorge Silveira Zavala, Alfredo Zaffaroni | Frente Amplio: Nelson Alonso, Tabaré Caputi, Juan Pedro Ciganda, Ruben Frey, Héctor Lescano, Carlos Negro, Baltasar Prieto Prieto, Guillermo Álvarez Iriarte, Gonzalo Carámbula, José Enrique Díaz Chávez, Ramón Guadalupe, Nelson Lorenzo Rovira, Manuel Pérez Álvarez, Gilberto Ríos, Carlos Bertacchi, Carlos Cassina, Yamandú Fau, Eduardo Jaurena, Edén Melo Santamarina, Lucas Pittaluga, Andrés Toriani Partido Nacional: Ernesto Amorín Larrañaga, Alem García, Luis José Martínez, Ricardo Rocha Imaz, Javier Barrios Anza, Óscar López Balestra, Juan Oxacelhay, Raúl Rosales, Juan José Fuentes, Julio Maimó Quintela, Héctor Lorenzo Ríos, Edison Zunini, Carlos Pita Unión Cívica: Julio Daverede, Hebert Rossi Pasina Partido Colorado: Víctor Vaillant |

Luego del tratamiento parlamentario, el Poder Ejecutivo la promulgó la misma mañana del lunes 22, justo a tiempo para evitar que los militares citados incurrieran en desacato.

## Iniciativas contra la ley
Luego de aprobada la norma, hubo varias iniciativas para eliminarla del ordenamiento jurídico uruguayo. Por un lado, familiares de víctimas de violaciones a los Derechos Humanos, e inclusive algunos jueces penales que tramitaban las causas en cuestión, presentaron recursos ante la Suprema Corte de Justicia para que esta declarara la inconstitucionalidad de la norma legal. Por otra parte, en 1987, legisladores del Partido Nacional presentaron un proyecto de ley que buscaba la anulación de los 4 primeros artículos de la norma. Asimismo, se comenzó un proceso de recolección de firmas que habilitara un referéndum para revocarla.

### Proyecto de ley para su anulación
En abril de 1987 varios legisladores blancos del Movimiento Nacional de Rocha que se habían opuesto en el parlamento a la aprobación de la norma, presentaron un proyecto con el objetivo que los "artículos 1º, 2º, 3º y 4º fueran suprimidos, de modo que de ellos no quede rastro jurídico alguno". Este proyecto, que nunca llegó a ser analizado por las Cámaras afirmaba en su exposición de motivos que la ley es inconstitucional en función de "la coacción que, por vía de la amenaza de un desacato institucional, sufrió el Cuerpo Legislativo" provocando que los legisladores se vieran obligados a "acordar el derecho a determinados hechos de desobediencia que se juzgaba de inevitable producción". Por otra parte afirmaba que los artículos en cuestión "causaron agravio sensible a la institucionalidad republicana" y que "la ley nada cambió hechos que se juzgaban inevitables; pero sí transfirió el sentido y la titularidad de la afrenta, atrayendo para la institucionalidad republicana, de modo innecesario, un agravio con el que sólo eventualmente habrían cargado las Fuerzas Armadas". Finalmente, los legisladores afirmaban que, la aprobación de la norma fue ilegal, ya que siendo una ley de amnistía, la promulgación de la ley debería haberse hecho en régimen de Asamblea General, y por 2/3 de los presentes, hecho que no fue llevado a cabo en este caso.

### Referéndum anulatorio

Departamentos donde ganó el voto verde
Departamentos donde ganó el voto amarillo pero el verde superó el promedio del interior del país.
Departamentos donde ganó el voto amarillo y además el voto verde no superó el promedio del interior del país.

Por otro lado, se comenzó un proceso de recolección de firmas, que llevó a que la ley fuera sometida finalmente a una consulta popular. La Constitución establecía el recurso de referéndum contra las leyes dentro del año siguiente a su promulgación, a solicitud de un 25% de los ciudadanos. Para organizar esa petición se instaló la "Comisión Nacional Pro Referéndum". Fue presidida conjuntamente por Matilde Rodríguez Larreta viuda de Gutiérrez Ruiz, Elisa Dellepiane, viuda de Zelmar Michelini, y María Ester Gatti de Islas, abuela de Mariana Zaffaroni, una niña entonces desaparecida. Estaba constituida por más de 60 personalidades de las ciencias, las artes, la política, la vida social, la educación, etc.
Los procedimientos de control de las firmas por la Corte Electoral fueron dilatados y originaron encendidas polémicas en que la Comisión y las organizaciones sociales y políticas que la respaldaban denunciaron métodos fraudulentos tendientes a anular firmas. En ningún momento de la historia del Uruguay existieron imputaciones tan graves contra su Corte Electoral. El gobierno, las corrientes políticas que habían apoyado la ley y la gran mayoría de los medios de prensa (incluidos todos los de televisión) se opusieron permanentemente al referéndum. En definitiva, sin embargo, se declaró (ya entrado el año en 1989) que las firmas eran suficientes.
La votación, que constituía la primera oportunidad en que se realizaba un referéndum contra una ley a nivel nacional en el Uruguay, fue llevada a cabo el 16 de abril de 1989. El "voto verde", por la revocación de la ley, fue derrotado por el "voto amarillo" (que se oponía a revocarla) por un margen de 57% contra 43%. Obtuvo mayoría en la capital (Montevideo) pero quedó en situación fuertemente minoritaria en el interior del país. Esta decisión popular implicó un debate ético en la ciudadanía, causando no pocas divisiones, y llevó a que durante 20 años los gobiernos dieran por laudada la discusión sobre las violaciones de los derechos humanos durante el período dictatorial.

### Plebiscito constitucional para su anulación

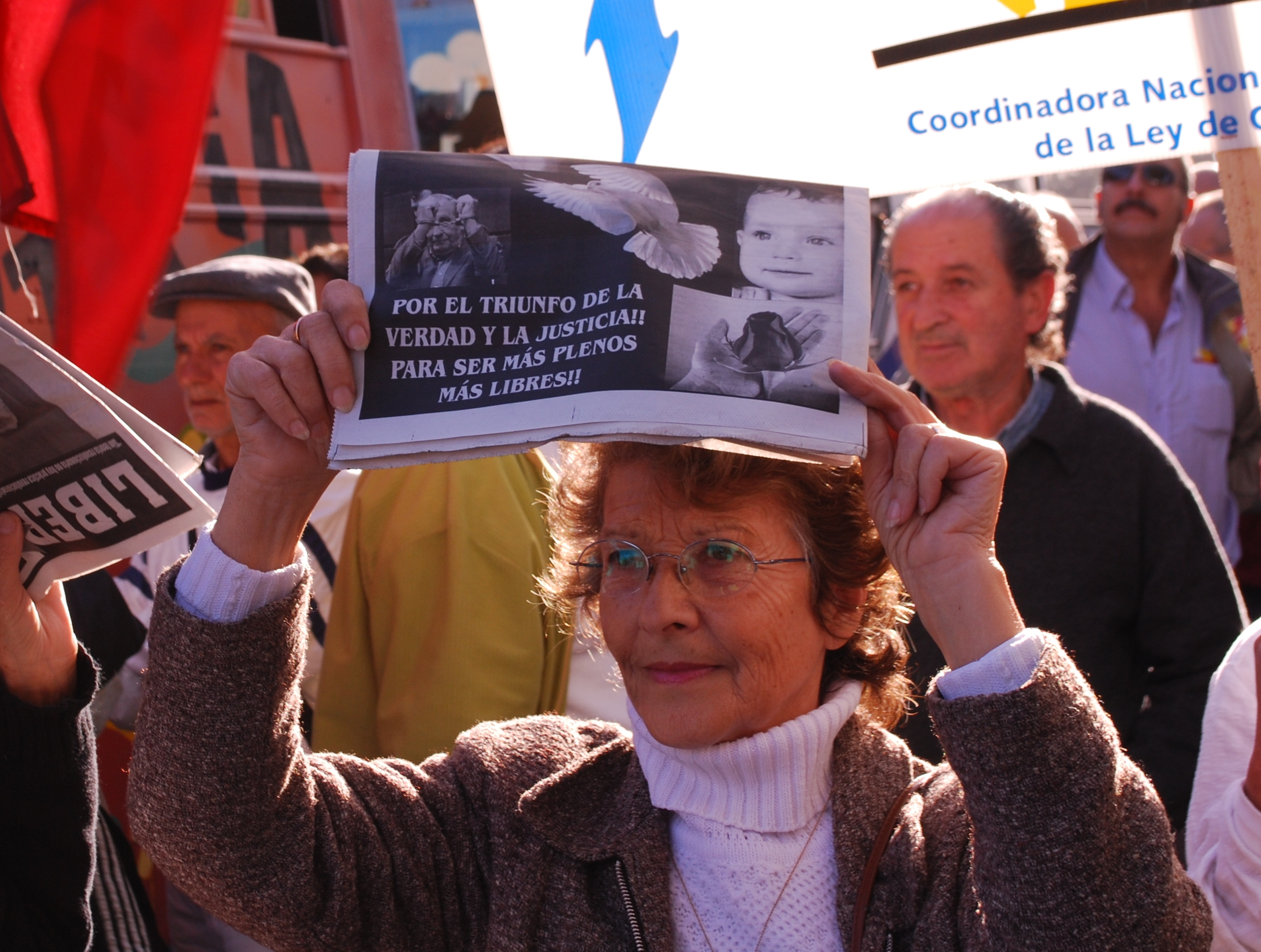
Militante por la anulación de la Ley de Caducidad en el acto de entrega de las papeletas firmadas al Parlamento el 24 de abril de 2009.

Desde 2005, y por el contexto de gobierno de izquierda en Uruguay, se planteó limitar la ley o incluso anularla. El gobierno frenteamplista impulsó, por unos meses en 2005, la posibilidad de establecer una ley interpretativa de la norma para permitir juzgar algunos casos en los que participaron civiles o que se produjeron fuera del período de la dictadura, aunque ello no prosperó. El PIT-CNT, Madres y Familiares de Uruguayos Detenidos Desaparecidos, la FEUU (Federación de Estudiantes Universitarios del Uruguay), el semanario Brecha, y algunos grupos frenteamplistas (PCU, NE, PVP), desarrollaron una campaña para anular la ley que, afirmaban, violaba convenios internacionales sobre Derechos Humanos que Uruguay había ratificado y además era nula porque reconocía la presión militar como fuente del Derecho.

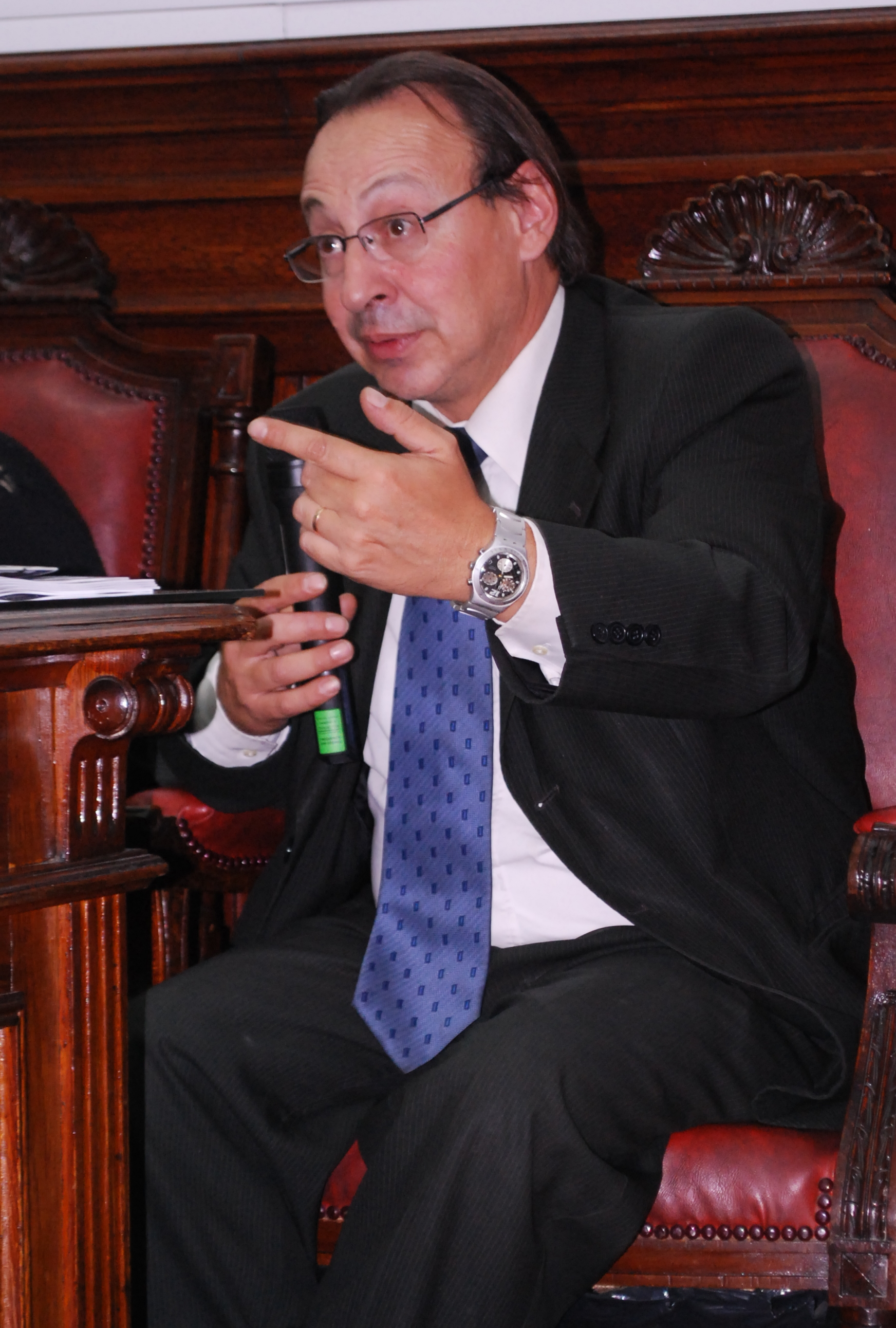
Referente de la Coordinadora por la anulación de la ley de Caducidad, el abogado Oscar López Goldaracena.

La dificultad política presentada era que el partido de gobierno, en su último Congreso anterior a las elecciones de 2004, decidió no anular la Ley de Caducidad por considerarla un tema polémico.
En el plano jurídico se planteaba la objeción de que la Ley de Caducidad carecía de efectos en virtud de su contradicción con normas y principios internacionales de rango superior (normas internacionales de derechos humanos incorporadas en la Constitución uruguaya a través de su artículo 72 ("La enumeración de derechos, deberes y garantías hecha por la Constitución, no excluye los otros que son inherentes a la personalidad humana..."). Por lo tanto, la anulación de la Ley de Caducidad mediante una nueva ley era superflua a la vez que contraproducente por su posible tacha de inconstitucionalidad (basada en que el régimen jurídico uruguayo no prevé la anulación de una ley por otra, sino solamente su derogación con efectos en el futuro).
El día 4 de septiembre del año 2007, en el Teatro El Galpón, se lanzó una campaña de recolección de firmas impulsada por las organizaciones mencionadas con la finalidad de plebiscitar una reforma constitucional para anular los artículos 1, 2, 3 y 4 de la «ley de impunidad» (título dado por sus detractores). Para ello se necesita alcanzar una cantidad de firmas correspondiente al 10% de los habilitados para votar (aproximadamente 250.000 personas).

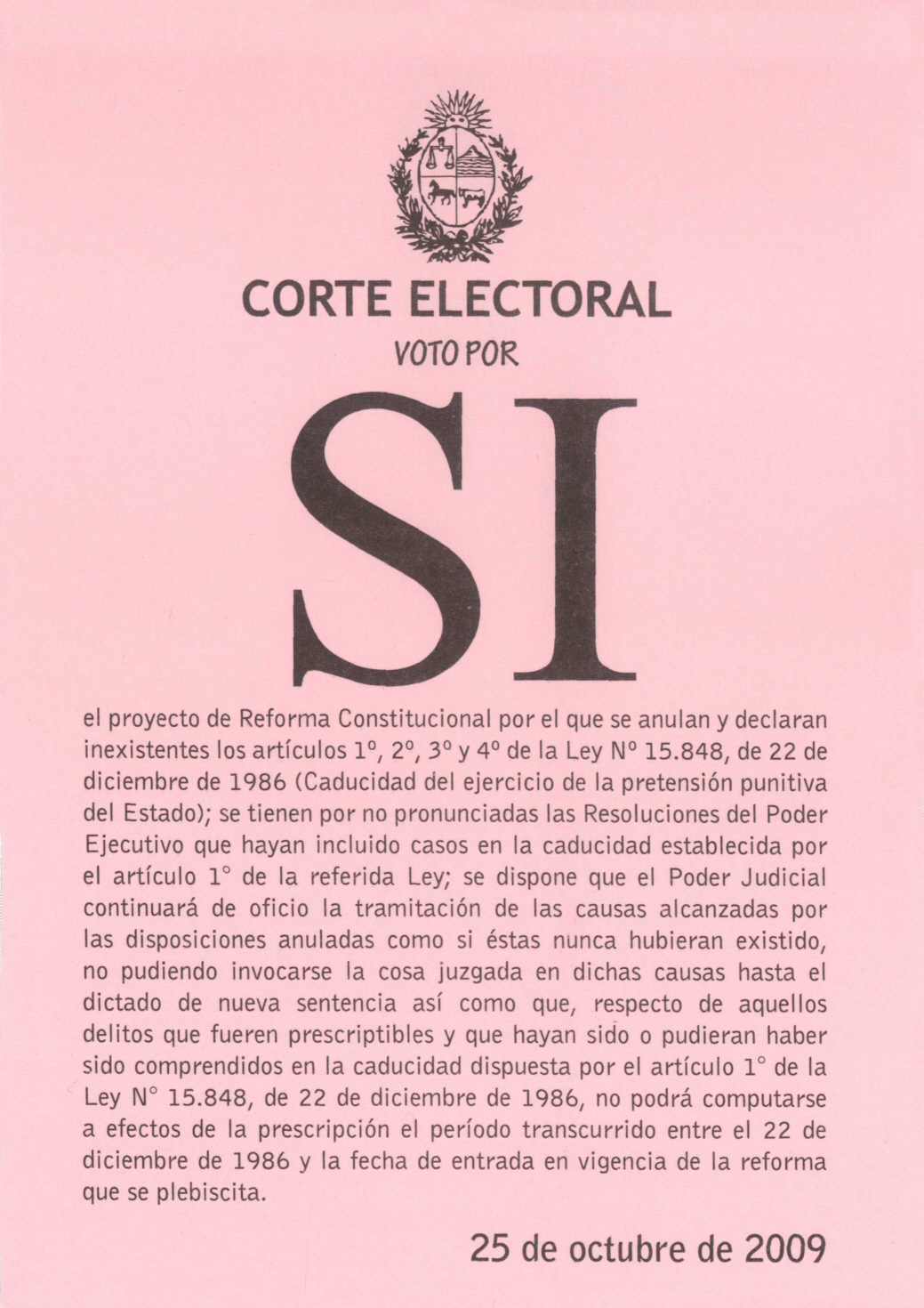
Papeleta por el "Si" a la anulación de la Ley de Caducidad.

En diciembre de 2007, el Congreso del Frente Amplio decidió apoyar la campaña por la anulación parcial de la ley de caducidad. Se anunció que este apoyo no contradecía los lineamientos preelectorales de no anular la ley, ya que no se tomaba la vía de anulación directa en el parlamento, sino la de consulta popular mediante un plebiscito de reforma constitucional.
La entrega de firmas se realizó en tres etapas entre el 24 y 25 de abril entre los cuales se entregaron en total 340.043 firmas.
El 14 de junio de 2009, la Corte Electoral confirmó que se habían alcanzado las firmas para realizar este plebiscito. El mismo tuvo lugar con las elecciones nacionales uruguayas, el 25 de octubre de 2009.
El movimiento por la anulación tuvo, además, el apoyo de un grupo de jóvenes militantes colorados, integrado por Diego Fau.

#### Resultados
En el plebiscito celebrado el 25 de octubre de 2009, 1.105.768 sufragantes (47,98%) votaron a favor de habilitar la enmienda para incorporar la anulación parcial de la ley a la Constitución. Por consiguiente, la enmienda propuesta se dio por rechazada, ya que necesitaba más de 50% de los votos emitidos para ser aprobada.

Resultados del plebiscito por la anulación de la Ley de Caducidad por departamento.
Departamentos donde ganó Sí
Departamentos donde perdió el Sí pero que superaron el promedio del interior del país.
Departamentos donde perdió el Sí y que no superaron el promedio del interior del país.

| Resultados por departamentos |                   |               |            |
| Departamento                 | Votos afirmativos | Votos totales | Porcentaje |
| Montevideo                   | 539643            | 928710        | 58,1       |
| Canelones                    | 163852            | 325253        | 50,4       |
| Maldonado                    | 44607             | 109027        | 40,9       |
| Colonia                      | 36051             | 91985         | 39,2       |
| Salto                        | 35040             | 86382         | 40,6       |
| Paysandú                     | 34735             | 81314         | 42,7       |
| Rivera                       | 20867             | 73680         | 28,3       |
| San José                     | 29177             | 71981         | 40,5       |
| Tacuarembó                   | 23488             | 67818         | 34,6       |
| Soriano                      | 25971             | 62998         | 41,2       |
| Cerro Largo                  | 22484             | 62286         | 36,1       |
| Rocha                        | 19666             | 53537         | 36,7       |
| Artigas                      | 15917             | 52377         | 30,4       |
| Florida                      | 19232             | 51400         | 37,4       |
| Lavalleja                    | 13489             | 46833         | 28,8       |
| Durazno                      | 13664             | 42653         | 32,0       |
| Río Negro                    | 14784             | 38170         | 38,7       |
| Treinta y Tres               | 12138             | 37060         | 32,8       |
| Flores                       | 6054              | 19872         | 30,5       |

### Fallos de la Suprema Corte de Justicia

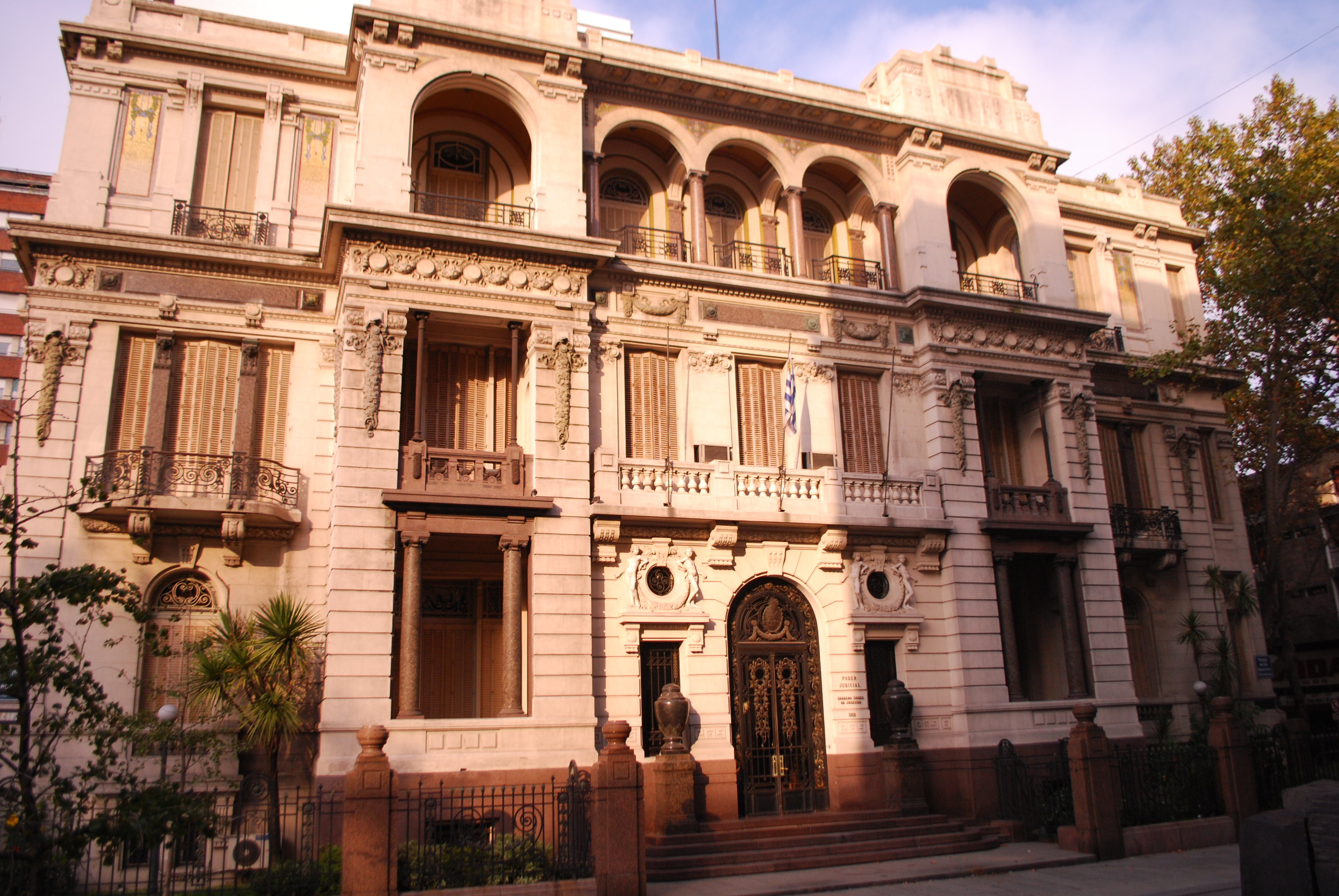
Sede de la Suprema Corte de Justicia.

#### Declaración de constitucionalidad
El 2 de mayo de 1988 la Suprema Corte de Justicia falló por primera vez sobre la constitucionalidad de la ley en uno de los casos sometidos a su resolución. Rechazó la inconstitucionalidad en un fallo dividido, ya que de los cinco miembros del cuerpo, Rafael Addiego Bruno, Armando Tommasino y Nelson Nicoliello opinaron que la norma era constitucional, mientras que Jacinta Balbela de Delgue y Nelson García Otero sostuvieron que la ley era inconstitucional. El argumento de la mayoría fue que la ley es, en esencia, más allá de la terminología utilizada en su texto, una ley de amnistía, instituto admitido constitucionalmente, y que la intervención del Poder Ejecutivo no viola la autonomía del Poder Judicial, ya que los titulares de la pretensión punitiva del Estado, a la que la ley declara caducada, no son los jueces, sino los fiscales (Ministerio Público), que forman parte del Poder Ejecutivo:

Por sus características generales, la motivación de la Ley y las circunstancias extraordinarias de orden político-social que impulsaron a su sanción, constituye una auténtica amnistía a la luz de los principios reguladores del instituto, conforme a la doctrina constitucional y penal de más prestigio.

Quienes presentaron recursos inconstitucionalidad ante la Suprema Corte alegaban que la ley:
- reconocía la "lógica de los hechos" como fuente de Derecho, cuando en Uruguay ni la costumbre ni la jurisprudencia son fuentes de derecho;
- intentaba interferir con investigaciones llevadas a cabo por el Poder Judicial;
- atentaba contra el artículo 8.º de la Constitución, el cual expresa que "Todas las personas son iguales ante la ley no reconociéndose otra distinción entre ellas sino la de los talentos o las virtudes";
- establecía un procedimiento preceptivo de pronunciamiento del Poder Ejecutivo para resolver si los casos investigados por la Justicia se encuentran o no amparados por la caducidad, lo que constituye una gruesa violación de la separación de poderes.[27]
- no podía considerarse como una ley de amnistía en tanto, para que una ley pueda considerarse como perteneciente a esta categoría, debe estar redactada de forma en que sea explícita su condición de tal, además de haber sido aprobada por 2/3 de la Asamblea General (en reunión de ambas Cámaras), siguiendo lo establecido por el artículo 85.º, numeral 14.º de la Constitución.[27]
- si era una ley de amnistía, entonces esa misma circunstancia la hacía inconstitucional porque el Poder Legislativo había rechazado el mismo año la amnistía de esos delitos, cuando fue propuesta por el Ejecutivo (la Constitución no permite volver a presentar, en la misma legislatura, un proyecto que el Poder Legislativo rechazó).

#### Declaración de inconstitucionalidad
En Uruguay la declaración de inconstitucionalidad de una ley tiene solo efectos sobre el caso puntual sobre el que es presentado y no tiene efectos derogatorios de la ley, de ahí que se planteen los diversos casos puntuales, ya que no existe un proceso de declaración de inconstitucionalidad por la Suprema Corte que derogue de forma general una ley, al contrario de lo que sucede en otros países.

##### Caso "Nibia Sabalsagaray"
En el marco del proceso por la muerte de Nibia Sabalsagaray en 1974, la fiscal Mirtha Guianze interpuso un recurso de inconstitucionalidad de la Ley de Caducidad, el cual fue remitido a la Suprema Corte de Justicia. La Suprema Corte remitió el planteo a los que "podían tener interés en defender la ley", es decir al Poder Ejecutivo y al Legislativo, a fin de que estos se expidieran sobre su constitucionalidad. Cabe destacar que los recursos de inconstitucionalidad en Uruguay solo afectan el caso particular sobre el cual son presentados, aunque pueden sentar un precedente que pueda ser utilizado en futuras causas judiciales.

###### Poder Ejecutivo
El 17 de febrero de 2009, el Poder Ejecutivo respondió a la Suprema Corte que, en el caso del asesinato de Nibia Sabalsagaray planteado por la fiscal Mirtha Guianze, acepta el planteo de inconstitucionalidad de la Ley de Caducidad.

###### Poder Legislativo
Días más tarde, el 25 de febrero de 2009, el Poder Legislativo, reunido en Asamblea General, se expidió de forma similar al Poder Ejecutivo, emitiendo una resolución que afirmó la inconstitucionalidad de la mencionada ley.

###### Poder Judicial
Finalmente, luego de recibir estas contestaciones y tras varios meses de análisis, el 19 de octubre de 2009, la Suprema Corte de Justicia declaró por unanimidad la inconstitucionalidad de la Ley de Caducidad. En su fallo, los ministros consideraron que la ley es inconstitucional porque viola los artículos 4, 82 y 233 de la Constitución de la República, así como diferentes normas de Derecho Internacional que el Estado uruguayo ha suscrito. El organismo, integrado por Jorge Larrieux, Jorge Ruibal Pino, Leslie Van Rompaey, Jorge Chediak y Daniel Gutiérrez tuvo como uno de sus principales argumentos para esta declaratoria, el hecho de que la norma «excluyó de la órbita del Poder Judicial el juzgamiento de conductas con apariencia delictiva, lo cual transgredió el principio de separación de poderes y afectó muy seriamente las garantías que el ordenamiento constitucional puso en manos de aquel».

##### Caso "Organizaciones de Derechos Humanos denuncian"
El 1 de noviembre de 2010 la Suprema Corte de Justicia declaró por unanimidad la inconstitucionalidad de la Ley de Caducidad para los veinte casos que están en manos de la fiscal Ana María Telechea y la jueza Mariana Motta, caratulado como "Organizaciones de Derechos Humanos denuncian". En el expediente se investigan las muertes de Óscar Fernández Mendietta, Gerardo Alter, Walter Hugo Arteche, Gilberto Goghlan, Aldo Perrini, Iván Morales, Óscar Olveira, Amelia Lavagna, Carlos Curuchaga, Pedro Lerena, Carlos Argenta, Julián López, Nicanor Aldabalde, Eduardo Mondello, Ivo Fernández, Silvina Saldaña y Humberto Pascaretta. La declaración de inconstitucionalidad posibilitará la investigación de estos casos sin protección para quienes participaron en los hechos.

##### Caso "Fusilados de Soca"
El 10 de febrero de 2011 la Suprema Corte de Justicia declaró inconstitucional la Ley de Caducidad en el marco del caso de cinco guerrilleros tupamaros que en 1974 fueron trasladados clandestinamente desde la Argentina a Uruguay, donde fueron asesinados. El caso es conocido como los "Fusilados de Soca", ya que las muertes ocurrieron en la localidad de ese nombre en el departamento de Canelones. La decisión de la Suprema Corte de Justicia permite la investigación de las muertes de Héctor Brum, María de los Ángeles Corbo, Graciela Estefanell, Floreal García y Mirtha Hernández.

### Proyecto de ley interpretativo de la Constitución

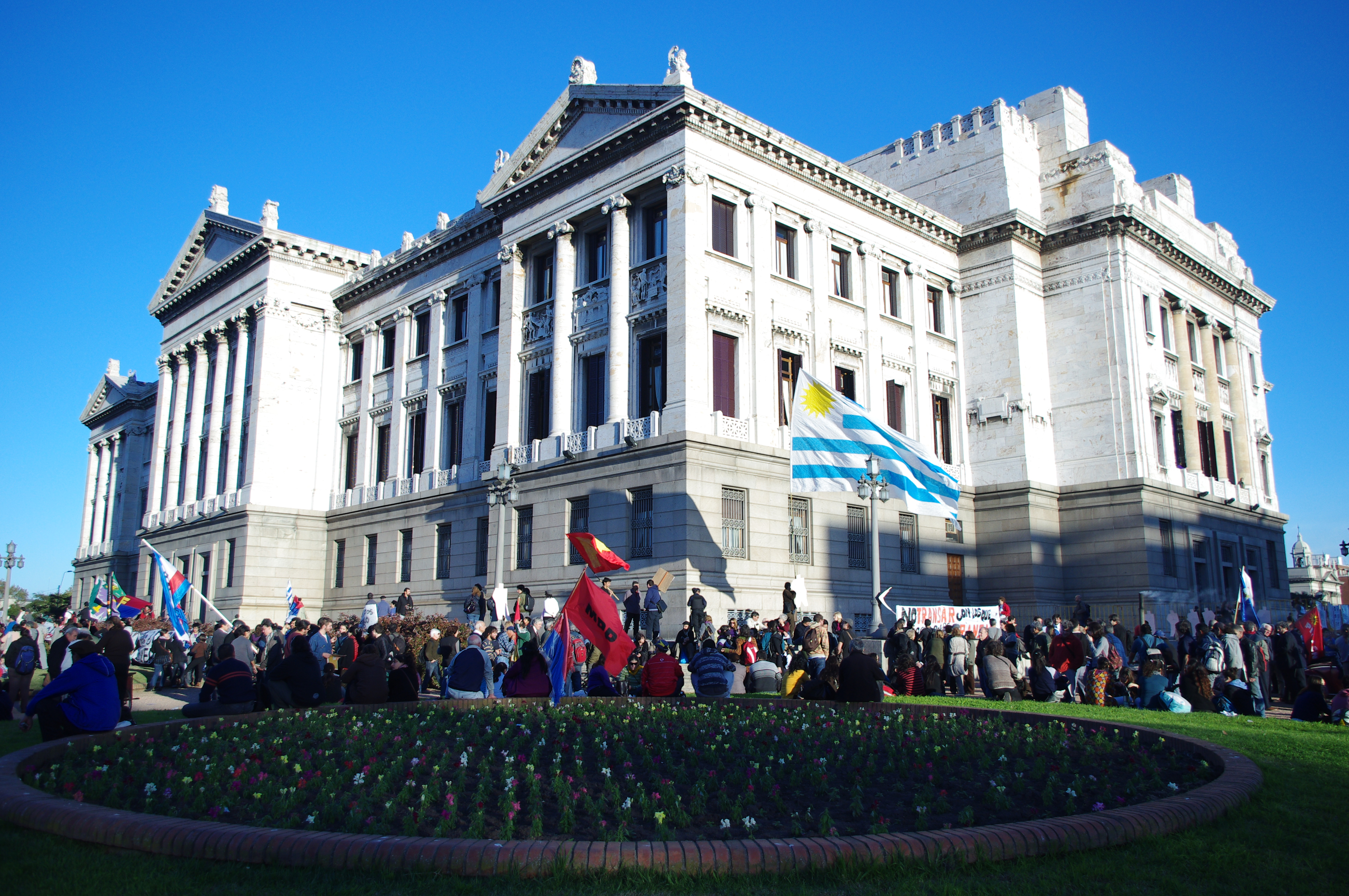
Durante el tratamiento final en la cámara de Diputados, manifestantes a favor del proyecto se hicieron presentes en las inmediaciones y en las barras del Palacio Legislativo.

En 2010 el Frente Amplio presentó un proyecto de ley interpretativo de la Constitución que, en los hechos, anulaba los artículos 1.º, 3.º y 4.º de la ley N.º 15.848. El artículo 2.º del proyecto decía:

Declárase como interpretación obligatoria (Código Civil, artículo 12) que los artículos 1º, 3º y 4º de la Ley Nº 15.848, de 22 de diciembre de 1986, presentan una ilegitimidad manifiesta, violan los artículos 4º, 72, 83 y 233 de la Constitución de la República y carecen de valor jurídico alguno.

El 20 de octubre de 2010 la Cámara de Diputados aprobó el proyecto con el voto favorable de los 50 diputados oficialistas. Los diputados opositores votaron negativamente.
El 12 de abril de 2011 un proyecto modificado de la ley aprobada en la cámara de diputados fue votado por la cámara de senadores y aprobado por un margen de 16 votos afirmativos contra 15 votos negativos. El senador Jorge Saravia fue el único legislador oficialista que votó junto a la oposición, sumando su voto a todos los legisladores de los partidos Colorado y Nacional. Al tener modificaciones, este nuevo proyecto debió ser votado nuevamente en diputados, lo cual estaba planificado se votara el 4 de mayo, aunque terminó tratándose en una extensa sesión que comenzó el 19 de mayo y culminó al día siguiente. En ella, debido a la disidencia y abandono de sala del diputado frenteamplista Víctor Semproni, el proyecto de ley interpretativo fue rechazado al perder el partido de gobierno la ajustada mayoría con que contaba en esta cámara.

## Incompatibilidad con el Derecho Internacional
En los años posteriores a la aprobación de la Ley, el Estado fue cuestionado por distintos organismos internacionales debido a la incompatibilidad de la misma con los compromisos de derechos humanos suscritos por Uruguay. Tal es el caso de la Comisión Interamericana de Derechos Humanos de la OEA que en su informe anual de 1992-1993 concluyó que la Ley de Caducidad es "incompatible con el artículo XVIII (Derecho de justicia) de la Declaración Americana de los Derechos y Deberes del Hombre y los artículos 1, 8 y 25 de la Convención Americana sobre Derechos Humanos", al tiempo que recomendó que el gobierno de Uruguay otorgara "a las víctimas peticionarias, o a sus derecho-habientes, una justa compensación por las violaciones a las que se hace referencia en el párrafo precedente" y adoptara las "medidas necesarias para esclarecer los hechos e individualizar a los responsables de las violaciones de derechos humanos ocurridas durante el período de facto".
Sin embargo, en su fallo del 19 de octubre de 2009 la Suprema Corte de Justicia entendió que la Ley de Caducidad no fue derogada tácitamente por la aprobación en julio de 1998 del Estatuto de la Corte Penal Internacional, como entendía la fiscal del caso Nibia Sabalsagaray.
El 24 de febrero de 2011 la Corte Interamericana de Derechos Humanos falló en contra del Estado uruguayo en el caso "Gelman vs. Uruguay". Sobre la ley de Caducidad, el fallo de la CIDH establece que

debido a la interpretación y a la aplicación que se ha dado a la Ley de Caducidad, la cual carece de efectos jurídicos respecto de graves violaciones de derechos humanos en los términos antes indicados (supra párr. 232), ha incumplido su obligación
de adecuar su derecho interno a la Convención, contenida en el artículo 2 de la misma, en relación con los artículos 8.1, 25 y 1.1 del mismo tratado y los artículos I.b, III, IV y V de la Convención Interamericana sobre Desaparición Forzada de Personas.

En la parte resolutiva del fallo la CIDH dispuso que

El Estado debe garantizar que la Ley de Caducidad de la Pretensión Punitiva del Estado, al carecer de efectos por su incompatibilidad con la Convención Americana y la Convención Interamericana sobre Desaparición Forzada de Personas, en cuanto puede
impedir u obstaculizar la investigación y eventual sanción de los responsables de graves violaciones de derechos humanos, no vuelva a representar un obstáculo para la investigación de los hechos materia de autos y para la identificación y, si procede, sanción de los responsables de los mismos, de conformidad con los párrafos 253 y 254 de la Sentencia.

## Casos excluidos
El 31 de agosto de 2011 la Presidencia de la República difundió una nómina de denuncias por violaciones a los derechos humanos durante el gobierno cívico-militar presentadas ante la justicia penal. Dicha nómina incluye tanto las denuncias que pudieron haber seguido su trámite normal como las que resultaron archivadas. El comunicado aclara que se ignora si esta nómina es completa y si abarca la totalidad de las causas existentes. La difusión se realizó a los efectos de facilitar la ubicación del expediente a los interesados cuyas denuncias habían sido archivadas. Se entiende que, al amparo de la resolución CM/323 del 30 de junio de 2011, se podría pedir el desarchivo de las causas.

### Casos no amparados en la ley
El artículo 3.º de la Ley de Caducidad establece que cuando un juez recibe una denuncia respecto a investigaciones en el período abarcado por la misma debe remitir una consulta al Poder Ejecutivo, el cual dispondrá el archivo del caso o, si considera la investigación excluida de la norma, su continuación. El gobierno de Tabaré Vázquez declaró no amparados en la ley a varios casos, utilizando el criterio de que los crímenes fueron cometidos en el extranjero o que en los mismos participaron civiles o mandos de policías y militares que no están abarcados por la ley. Esto permitió distintas investigaciones sobre violaciones a los derechos humanos en ese período y el enjuiciamiento de los responsables.
| Nº | Fecha      | Resolución N° | Nombre(s) | Razones de la exclusión                                                                                                  |
| -- | ---------- | ------------- | --- | --- |
| 1  | 31/10/2005 | 357           | Washington Barrios Fernández | Delitos ocurridos fuera del territorio uruguayo                                                                          |
| 2  | 31/10/2005 | 358           | Simón Riquelo, Gerardo Gatti | Delitos ocurridos fuera del territorio uruguayo Delito que procura lograr un provecho económico                          |
| 3  | 12/12/2005 | 430           | María Claudia García de Gelman | Delitos ocurridos fuera del territorio uruguayo                                                                          |
| 4  | 24/05/2006 | 627           | Adalberto Soba | Delitos ocurridos fuera del territorio uruguayo                                                                          |
| 5  | 27/06/2006 | 672           | Horacio Darío Ramos Bentancor | La ley no ampara a los mandos militares y policiales                                                                     |
| 6  | 27/06/2006 | 674           | Hugo Leonardo de los Santos Mendoza | La ley no ampara a los mandos militares y policiales                                                                     |
| 7  | 02/08/2006 | 748           | María Emilia Islas, Juan Pablo Recagno, Ary Cabrera, Juan Errandonea, Armando Bernardo Arnone | Delitos ocurridos fuera del territorio uruguayo La ley no ampara a los mandos militares y policiales                     |
| 8  | 16/04/2007 | 1230          | Alberto Mechoso, León Duarte | Delitos ocurridos fuera del territorio uruguayo                                                                          |
| 9  | 14/05/2007 | 1261          | Juan Morales, Josefina Klein, Roger Julián, Juan Pablo Errandonea, Victoria Grisonas, Jorge Zaffaroni, Cecilia Trías, Raúl Tejera, Washington Cram, Rafael Lezama, Ruben Prieto, Jorge Chejenian, Graciela Martínez de Chejenian, Miguel Moreno, Casimira Carretero, Carlos Rodríguez Mercader, Juan Pablo Recagno, Washington Queiro | Delitos ocurridos fuera del territorio uruguayo                                                                          |
| 10 | 11/06/2007 | 1290          | José Enrique Michelena Bastarrica, Graciela Susana de Gouveia, Eduardo Desetti, Ileana García, Julio D'Elía, Yolanda Casco, Guillermo Sobrino, Gustavo Goicochea, Graciela Basualdo, Juvelino Carneiro Da Fontana, Miguel Ríos, Aída Sanz, Elsa Fernández, Eduardo Gallo, Carlos Cabezudo Pérez, Cecilia Gómez, Carolina Barrientos   | Delitos ocurridos fuera del territorio uruguayo                                                                          |
| 11 | 11/06/2007 | 1291          | María Fernanda Michelena de Gouveia | Delitos ocurridos fuera del territorio uruguayo                                                                          |
| 12 | 13/04/2009 | 2738          | Zelmar Michelini, Héctor Gutiérrez Ruiz, Rosario Barredo y William Whitelaw | Delitos ocurridos fuera del territorio uruguayo                                                                          |
| 13 | 24/08/2009 | 3017          | Anatole Julién Grisonas y Victoria Grisonas | Delitos ocurridos fuera del territorio uruguayo                                                                          |
| 14 | 19/10/2009 | 3139          | Gerardo Moisés Alter | La ley no ampara a civiles ni a los mandos militares ni policiales                                                       |
| 15 | 10/11/2010 | 466           | Francisco Horacio Guarino Moscatelli | No se expresa razón |
| 16 | 26/11/2010 | 493           | Omar Nelon Cubas Simones | Posibles móviles no políticos o delito no cometido por policías o militares en ocasión del cumplimiento de sus funciones |

### Revocación de resoluciones que amparaban casos
| Fecha      | Resolución N° | Resolución revocada   | Nombre(s)         | Razones de la revocación |
| ---------- | ------------- | --------------------- | ----------------- | ------------------------ |
| 12/05/2011 | I/321         | N° 12/88 del 17/10/88 | Álvaro Balbi Sala | Razones de legitimidad   |
| 30/06/2011 | CM/323        | Revocación genérica   | Varios casos      | Razones de legitimidad   |

### Desarchivo judicial de casos amparados
| Fecha      | Juzgado                         | Caso                           | Ficha | Denunciados        |
| ---------- | ------------------------------- | ------------------------------ | ----- | ------------------ |
| 12/09/2011 | Letrado de Flores de 1.er turno | Federación Médica del Interior | 85/86 | Nelson Fornos Vera |

## Investigaciones en el marco del artículo 4.º

### Comisión para la paz
El artículo 4.º de la ley establece que el Poder Ejecutivo deberá disponer investigaciones destinadas al esclarecimiento de detenciones, desapariciones y secuestro de menores en operaciones militares o policiales. En agosto de 2000 el gobierno presidido por Jorge Batlle creó una Comisión para la Paz para:
1. Recibir, analizar, clasificar y recopilar información sobre las desapariciones forzadas ocurridas durante el gobierno cívico-militar.
2. Recibir documentos y testimonios, debiendo mantener estricta reserva sobre sus actuaciones y la absoluta confidencialidad de las fuentes de donde resulte la información obtenida.
3. Elevar la información recibida a la Presidencia de la República, en la medida que entienda que son necesarias actuaciones tendientes a verificar y/o precisar su contenido, para que esta disponga las averiguaciones que considere pertinentes.
4. Elaborar un informe final con sus conclusiones, que debía incluir sus sugerencias sobre las medidas legislativas que pudieren corresponder en materia reparatoria y de estado civil, así como un resumen individual sobre cada caso de detenidos-desaparecidos que fuera puesto a su consideración.[61]

En abril de 2003 la comisión elaboró un informe sobre las 299 denuncias de desapariciones que le fueron presentadas, confirmando (total o parcialmente) 170 casos. Se hallaron los restos de dos desaparecidos que fueron entregados a sus familiares en Argentina.

### Investigaciones arqueológicas
En 2005 el presidente Tabaré Vázquez solicitó informes a las tres armas de las Fuerzas Armadas sobre personas desaparecidas. Los mismos fueron entregados entre agosto y noviembre de 2005. El mismo año se iniciaron investigaciones arqueológicas en predios militares y en otros sitios, con el fin de dar con el paradero de restos de personas desaparecidas presuntamente fallecidas y enterradas clandestinamente. Las excavaciones permitieron confirmar una parte pequeña de los testimonios recibidos por el Grupo de Investigación en Arqueología Forense (GIAF). Sin embargo, se hicieron hallazgos que confirmaron la identidad de algunos desaparecidos y revelaron aspectos vinculados a las condiciones de sus muertes. Se hallaron los restos de Fernando Miranda Pérez (Batallón de Infantería N.º 13) y Ubagesner Chávez Sosa (Chacra Camino Piedritas-Pando). El 5 de junio de 2007 se presentó una publicación de cinco tomos con la investigación denominada "Detenidos Desaparecidos".
En septiembre de 2010 el juez penal Pedro Salazar solicitó al Poder Ejecutivo que realizara nuevas excavaciones en el predio del Batallón de Infantería N° 14 de la localidad de Toledo. El 2 de febrero de 2011 se reiniciaron las excavaciones en una zona de aproximadamente tres hectáreas que ya había sido delimitada en el trabajo previo del equipo de antropólogos forenses de la Universidad de la República. El 21 de octubre de 2011 el equipo de antropólogos encontró en el Batallón de Infantería N° 14 los restos de un tercer desaparecido, posteriormente identificado como Julio Castro. El 15 de marzo de 2012 fueron hallados, también en el Batallón de Infantería N° 14, restos de un cuarto desaparecido, posteriormente identificado como Ricardo Alfonso Blanco Valiente.El 28 de agosto de 2019 fueron hallados los restos de Eduardo Bleir siendo hallados en el Batallón N° 13.